# 武藏嵐山站
武藏嵐山站（日语：／ Musashi-ranzan eki */?），是一個位於埼玉縣比企郡嵐山町大字菅谷，屬於東武鐵道東上本線的鐵路車站。車站編號是TJ 32。

## 車站結構
島式月台1面2線的地面車站，設有跨站式站房。月台、西口、東口與閘機各設有升降機聯絡。
以前是對向式月台2面2線，西口側仍殘留了舊1號月台。

### 月台配置
| 月台 | 路線   | 方向 | 目的地                       |
| ---- | ------ | ---- | ---------------------------- |
| 1    | 東上線 | 下行 | 小川町、寄居方向             |
| 2    | 東上線 | 上行 | 坂戶、川越、和光市、池袋方向 |

- 月台導覽如上述，但此站沒有設定1號月台可開往寄居站的直通列車。

## 使用情況
2016年度1日平均上下車人次為7,594人。
開業以後一日平均上下車人次、上車人次的推移如下表。
| 年度               | 一日平均 上下車人次 | 一日平均 上車人次 |
| ------------------ | ------------------- | ----------------- |
| 2003年（平成15年） | 9,344               |                   |
| 2004年（平成16年） | 9,452               |                   |
| 2005年（平成17年） | 9,439               |                   |
| 2006年（平成18年） | 9,410               |                   |
| 2007年（平成19年） | 9,274               |                   |
| 2008年（平成20年） | 9,156               |                   |
| 2009年（平成21年） | 8,853               |                   |
| 2010年（平成22年） | 8,521               |                   |
| 2011年（平成23年） | 8,225               |                   |
| 2012年（平成24年） | 8,104               |                   |
| 2013年（平成25年） | 8,146               |                   |
| 2014年（平成26年） | 7,773               |                   |
| 2015年（平成27年） | 7,729               |                   |
| 2016年（平成28年） | 7,594               |                   |

## 相鄰車站
東武鐵道
 東上本線
■TJ Liner、■快速急行、■快速、■急行、■準急、□普通
月之輪（TJ 31）－武藏嵐山（TJ 32）－（嵐山信號場）－小川町（TJ 33）

## 外部連結
- 武藏嵐山（車站資訊） - 東武鐵道